# Syrian
Syrian — итальянская музыкальная синти-поп-группа, основанная Andylab (вокал, синтезаторы, вокодер) и Voyager (синтезаторы, идея, вокодер). Музыка Syrian представляет собой сочетание мелодичного электропопа, насыщенного синтезаторами, танцевальными ритмами и футуристической лирики.
Syrian выпустили 5 альбомов, 4 сингла, 1 EP и 2 сборника с 2003 года.
В 2005 году Syrian выступили вживую в США.
По состоянию на 2016 год группа продолжает давать живые выступления в Европе, сохраняя при этом активное присутствие в Интернете со своими фанатами.
В конце 2016 года Syrian разместили на YouTube короткое видео с фрагментами треков, в котором указывалось, что новый альбом находится в разработке на 2017 год. Однако релиз был отложен и в конечном итоге был выпущен 3 сентября 2018 года.
стоит отметить что название "syrian" скорее всего происходит от названия одноименной страны. 

## Дискография
- 2003: No Atmosphere (Single)
- 2003: De-Synchronized (Album)
- 2004: Space Overdrive (Single)
- 2004: Cosmic Gate (Single)
- 2005: Enforcer EP (EP)
- 2005: Kosmonauta (Album)
- 2007: Alien Nation (Album)
- 2013: Death of a Sun (Album)
- 2014: Supernova (Club Rework) (Single)
- 2016: Alternate and Remixed .02 (Compilation)
- 2018: Sirius Interstellar (Album)